# Romano Fenati
Romano Fenati (Ascoli Piceno, Marcas, 15 de enero de 1996) es un piloto de motociclismo italiano, campeón de Europa de 125 cc. en 2011. Desde 2012 a 2023, ha competido en Moto3 o Moto2.
En 2018 sube a Moto2 con el equipo Marinelli Snipers Team, pero estos deciden rescindirle el contrato, con seis carreras aún por disputarse, tras una acción irresponsable en plena disputa del Gran Premio de San Marino en la que puso en peligro la vida del también piloto Stefano Manzi.

## Biografía
Tras haber debutado en minimoto en 2003 y haber participado en diversas categorías a nivel nacional, en 2010 hizo su debut en la categoría de 125cc en el Campeonato Italiano de Velocidad con Aprilia en el equipo Ellegi Racing, donde acabó 13.º. En 2011 corrió en el mismo campeonato con el team Gabrielli, acabando la temporada en segundo lugar con cuatro victorias. Ese mismo año participó en la misma categoría en el Campeonato de España de Velocidad, terminando séptimo en la clasificación general. Expulsado de su equipo en 2018 y con licencia revocada de por vida. 

### Primer paso por Moto3

#### 2012

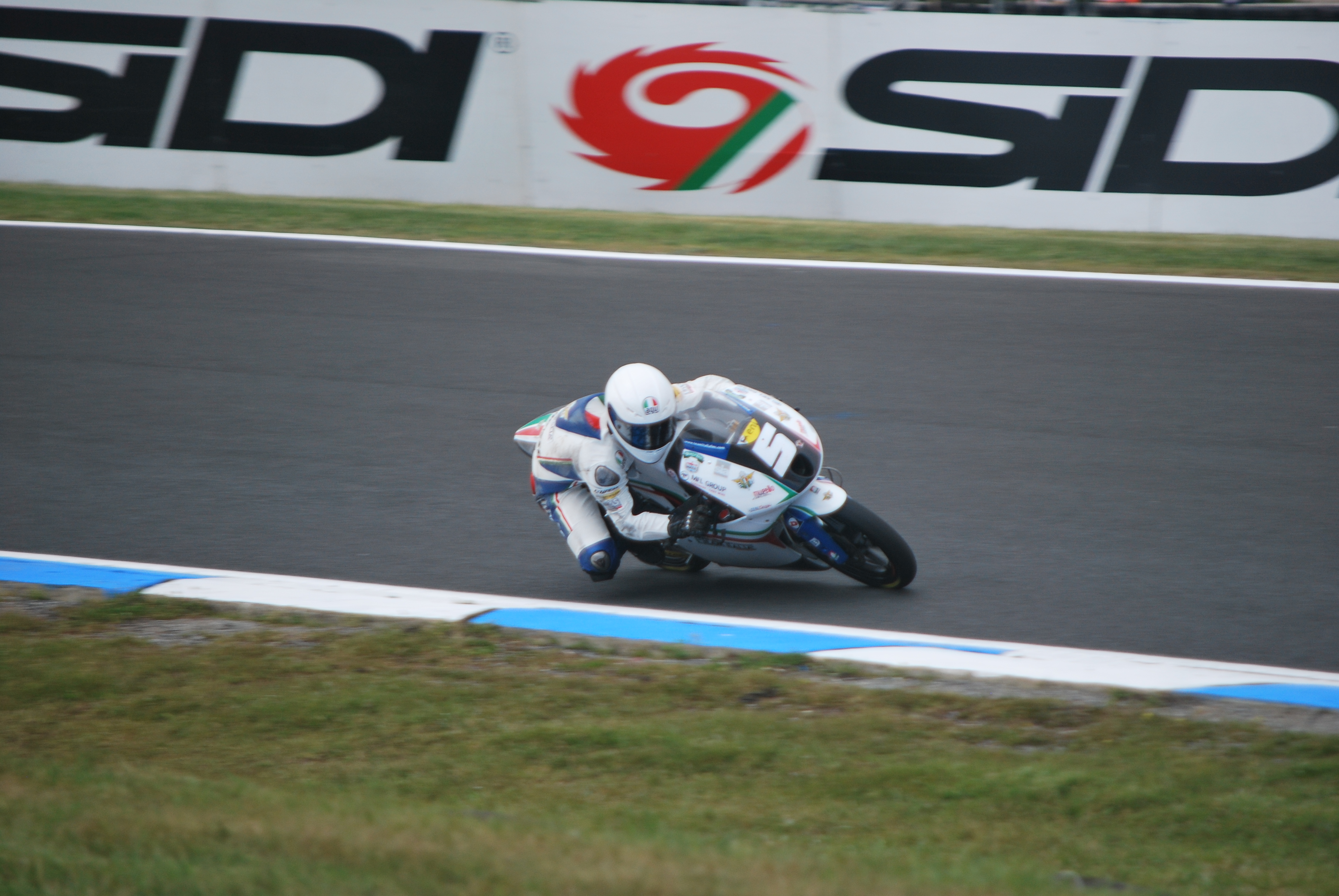
Fenati en el gran premio de Australia (2012)

Para la temporada 2012, Fenati firmó con el equipo Team Italia FMI, pilotando una FTR Honda. En la Ronda 1 en Catar, terminó segundo en su carrera de debut. Posteriormente, consiguió su primera victoria en la segunda carrera de la temporada en Jerez, España. Al hacerlo, Fenati se convirtió en el primer piloto desde Noboru Ueda en 1991 en subir dos podios en sus dos primeros Grandes Premios. Terminó en la sexta posición del campeonato.

#### 2013
La temporada de 2013 fue decepcionante para Fenati, ya que no consiguió ningún podio, con una quinta posición en Japón como mejor resultado. Terminó 10.º en la clasificación final del campeonato, con 73 puntos. Ese mismo año Fenati entró en la VR46 Riders Academy, la academia que Valentino Rossi creó para ayudar a los jóvenes talentos italianos a llegar donde él.

#### 2014
En la temporada 2014, Fenati firma por el Sky Racing Team by VR46, y ese mismo un año consigue un total de cuatro victorias, su récord en una temporada en el Mundial.

#### 2015
La temporada 2015 también fue un bajo rendimiento para Fenati. Aunque mantuvo cierta consistencia terminando entre los cinco primeros en ocho carreras - incluyendo una victoria en Le Mans. Las malas calificaciones de Fenati resultaron en la pérdida de puntos vitales, y terminó la temporada con 176 puntos —como hizo en 2014— pero terminó en una posición más alta en la clasificación.

#### 2016
Fenati comenzó la temporada 2016 con una pole position en Catar, sin embargo, solo consiguió el cuarto lugar en la carrera. Terminó en vigésima posición en Argentina, antes de su primera victoria de la temporada en Estados Unidos. Fue séptimo en Jerez, antes de un segundo puesto en Le Mans, perdiendo frente a Brad Binder por 0.099 segundos. Fenati se clasificó en la pole en Mugello, pero no pudo terminar la carrera. Fue cuarto en Cataluña y Holanda, fue vigésimo en Alemania. A Fenati le prohibieron correr en Austria por su equipo el SKY Racing Team VR46 como una acción disciplinaria (por pelear con los ingenieros). El 16 de agosto, el equipo VR46 terminó su contrato con Romano para las temporadas 2016 y 2017 declarando problemas de comportamiento en conflicto con la política del equipo como la razón detrás de la división.

#### 2017
El equipo Marinelli Rivacold Snipers decide darle una nueva oportunidad y este responde a la confianza recibida con su mejor temporada en Moto3: ocho podios, incluyendo tres victorias, que le aúpan al subcampeonato del Mundial.

### Moto2 2018
En 2018, ahora bajo la denominación Marinelli Snipers Team, el equipo le sube a Moto2 pero las expectativas no se cumplen y, tras once carreras, Fenati sólo consigue sumar catorce puntos.
El 10 de septiembre, a falta de seis grandes premios para la finalización del campeonato, el equipo anuncia su inmediato despido tras el antideportivo incidente que protagonizó en la carrera de Moto2 de San Marino, cuando en mitad de la recta principal del circuito apretó el freno de su rival, Stefano Manzi, a más de 200 kilómetros por hora. Al cabo de pocas horas, tanto MV Agusta como Forward Racing Team anunciaron también que rescindían el contrato que les ligaba al piloto para 2019. También fue despedido de Snipers.
No acabarían ahí las consecuencias de su acción, ya que la Federación Italiana de Motociclismo decretó la suspensión de toda actividad deportiva y la retirada del carné y de la licencia de Romano, por el resto del año.

### Años posteriores
A pesar de que Fenati anunció su retiro de las motos luego de lo ocurrido en Misano y del despido por parte de Snipers, volvió a las pistas al año siguiente con el mismo equipo, solo que en Moto3. En 2020, fue contratado por Max Racing Team.
Tras tres temporadas en la divisional inferior, en las que cosechó algunas victorias, el italiano volvió a Moto2 en 2022, con Speed Up Racing. Pero, luego seis carreras, fue despedido. En 2023, retornó a Moto3 con Snipers.

## Resultados

### Por temporada
| Temp. | Cat.  | Moto       | Equipo                      | Carreras | Victorias | Podios | Poles | V.Ráp. | Pts. | Pos. |
| ----- | ----- | ---------- | --------------------------- | -------- | --------- | ------ | ----- | ------ | ---- | ---- |
| 2012  | Moto3 | FTR Honda  | Team Italia FMI             | 17       | 1         | 4      | 0     | 2      | 136  | 6.º  |
| 2013  | Moto3 | FTR Honda  | San Carlo Team Italia       | 17       | 0         | 0      | 0     | 0      | 73   | 10.º |
| 2014  | Moto3 | KTM        | SKY Racing Team VR46        | 18       | 4         | 6      | 0     | 3      | 176  | 5.º  |
| 2015  | Moto3 | KTM        | SKY Racing Team VR46        | 18       | 1         | 3      | 1     | 1      | 176  | 4.º  |
| 2016  | Moto3 | KTM        | SKY Racing Team VR46        | 9        | 1         | 2      | 2     | 2      | 93   | 10.º |
| 2017  | Moto3 | Honda      | Marinelli Rivacold Snipers  | 18       | 3         | 8      | 1     | 3      | 248  | 2.º  |
| 2018  | Moto2 | Kalex      | Marinelli Snipers Team      | 12       | 0         | 0      | 0     | 0      | 14   | 21.º |
| 2019  | Moto3 | Honda      | VNE Snipers                 | 16       | 1         | 1      | 0     | 2      | 76   | 16.º |
| 2020  | Moto3 | Husqvarna  | Sterilgarda Max Racing Team | 15       | 1         | 1      | 0     | 1      | 77   | 14.º |
| 2021  | Moto3 | Husqvarna  | Sterilgarda Max Racing Team | 18       | 1         | 4      | 3     | 1      | 160  | 5.º  |
| 2022  | Moto2 | Boscoscuro | Speed Up Racing             | 6        | 0         | 0      | 0     | 0      | 7    | 27.º |
| 2023  | Moto3 | Honda      | Rivacold Snipers Team       | 15       | 0         | 0      | 0     | 0      | 35   | 20.º |
| Total | Total | Total      | Total                       | 164      | 13        | 29     | 7     | 14     | 1271 |      |

- * Temporada en curso.

### Por categoría
| Categoría | Temporadas                 | 1.er Gran Premio | 1.er Podio    | 1.ª Victoria  | Carreras | Victorias | Podios | Poles | V.Ráp. | Pts. | CM |
| --------- | -------------------------- | ---------------- | ------------- | ------------- | -------- | --------- | ------ | ----- | ------ | ---- | -- |
| Moto3     | 2012-2017, 2019–2021, 2023 | Catar 2012       | Catar 2012    | España 2012   | 146      | 13        | 29     | 7     | 14     | 1215 | -  |
| Moto2     | 2018, 2022                 | Catar 2018       |               |               | 18       | 0         | 0      | 0     | 0      | 21   | -  |
| Total     | 2012–Presente              | 2012–Presente    | 2012–Presente | 2012–Presente | 164      | 13        | 29     | 7     | 14     | 1236 | 0  |

#### Carreras por año
| Año  | Cat.  | Moto       | 1       | 2       | 3       | 4       | 5       | 6       | 7       | 8       | 9       | 10      | 11     | 12      | 13      | 14      | 15     | 16      | 17      | 18      | 19     | 20     | Pos  | Pts |
| ---- | ----- | ---------- | ------- | ------- | ------- | ------- | ------- | ------- | ------- | ------- | ------- | ------- | ------ | ------- | ------- | ------- | ------ | ------- | ------- | ------- | ------ | ------ | ---- | --- |
| 2012 | Moto3 | FTR Honda  | QAT 2   | SPA 1   | POR Ret | FRA Ret | CAT 9   | GBR 7   | NED 12  | GER 24  | ITA 2   | IND 5   | CZE 8  | RSM 3   | ARA Ret | JPN 10  | MAL 20 | AUS 6   | VAL 18  |         |        |        | 6.º  | 136 |
| 2013 | Moto3 | FTR Honda  | QAT 15  | AME Ret | SPA 9   | FRA 7   | ITA Ret | CAT 15  | NED 14  | GER 13  | IND 9   | CZE 18  | GBR 12 | RSM 10  | ARA 8   | MAL 9   | AUS 14 | JPN 5   | VAL 11  |         |        |        | 10.º | 73  |
| 2014 | Moto3 | KTM        | QAT 12  | AME 2   | ARG 1   | SPA 1   | FRA Ret | ITA 1   | CAT 5   | NED 18  | GER Ret | IND 2   | CZE 11 | GBR 16  | RSM 11  | ARA 1   | JPN 7  | AUS Ret | MAL Ret | VAL 14  |        |        | 5.º  | 176 |
| 2015 | Moto3 | KTM        | QAT Ret | AME 8   | ARG 8   | SPA 6   | FRA 1   | ITA 3   | CAT 8   | NED 5   | GER 4   | IND 4   | CZE 6  | GBR 12  | RSM 4   | ARA 3   | JPN 28 | AUS 6   | MAL 5   | VAL Ret |        |        | 4.º  | 176 |
| 2016 | Moto3 | KTM        | QAT 4   | ARG 20  | AME 1   | SPA 7   | FRA 2   | ITA Ret | CAT 4   | NED 4   | GER 18  | AUT DNS | CZE    | GBR     | RSM     | ARA     | JPN    | AUS     | MAL     | VAL     |        |        | 10.º | 93  |
| 2017 | Moto3 | Honda      | QAT 5   | ARG 7   | AME 1   | SPA 2   | FRA Ret | ITA 13  | CAT 2   | NED 2   | GER 2   | CZE 2   | AUT 13 | GBR 7   | RSM 1   | ARA 10  | JPN 1  | AUS 6   | MAL 7   | VAL 4   |        |        | 2.º  | 248 |
| 2018 | Moto2 | Kalex      | QAT 24  | ARG 19  | AME 16  | SPA Ret | FRA 7   | ITA Ret | CAT Ret | NED Ret | GER 16  | CZE Ret | AUT 11 | GBR C   | RSM DSQ | ARA     | THA    | JPN     | AUS     | MAL     | VAL    |        | 21.º | 14  |
| 2019 | Moto3 | Honda      | QAT 9   | ARG 16  | AME Ret | SPA Ret | FRA Ret | ITA Ret | CAT 7   | NED 11  | GER 4   | CZE 8   | AUT 1  | GBR Ret | RSM DNS | ARA     | THA    | JPN Ret | AUS 12  | MAL 11  | VAL 17 |        | 16.º | 76  |
| 2020 | Moto3 | Husqvarna  | QAT 17  | SPA 13  | AND 12  | CZE 9   | AUT 17  | EST 17  | RSM 8   | ERM 1   | CAT 6   | FRA Ret | ARA 4  | TER 19  | EUR 13  | VAL 12  | POR 20 |         |         |         |        |        | 14.º | 77  |
| 2021 | Moto3 | Husqvarna  | QAT 11  | DOH 10  | POR 7   | SPA 2   | FRA 10  | ITA 6   | CAT 11  | GER 13  | NED 3   | EST 3   | AUT 5  | GBR 1   | ARA 14  | RSM Ret | AME 12 | ERM 7   | ALG 7   | VAL 12  |        |        | 5.º  | 160 |
| 2022 | Moto2 | Boscoscuro | QAT 15  | INA 19  | ARG 18  | AME 15  | POR 11  | SPA Ret | FRA     | ITA     | CAT     | GER     | NED    | GBR     | AUT     | RSM     | ARA    | JPN     | THA     | AUS     | MAL    | VAL    | 27.º | 7   |
| 2023 | Moto3 | Honda      | POR 19  | ARG 13  | AME 16  | SPA 11  | FRA 19  | ITA 17  | GER 18  | NED 8   | GBR 10  | AUT 17  | CAT 14 | RSM 10  | BAH INJ | JPN     | INA    | AUS     | THA     | MAL Ret | QAT 11 | VAL 16 | 20.º | 35  |

| Color     | Resultado                                                               |
| --------- | ----------------------------------------------------------------------- |
| Oro       | Ganador                                                                 |
| Plata     | 2.ª plaza                                                               |
| Bronce    | 3.ª plaza                                                               |
| Verde     | Finalizó en los puntos                                                  |
| Azul      | Finalizó sin puntos                                                     |
| Azul      | NC - No clasificado                                                     |
| Violeta   | Ret - No terminó (Carrera)                                              |
| Rojo      | DNQ - No se clasificó                                                   |
| Negro     | DSQ - Descalificado                                                     |
| Blanco    | DNS - No empezó (carrera)                                               |
| Blanco    | WD - Retirado (fin de semana)                                           |
| Blanco    | C - Carrera cancelada                                                   |
| Sin color | DNP - Inscrito pero no participó                                        |
| Sin color | INJ - Lesionado                                                         |
| Sin color | EX - Excluido                                                           |
| Estado    | Resultado                                                               |
| Negrita   | Pole position                                                           |
| Cursiva   | Vuelta rápida                                                           |
| †         | Abandona, pero clasifica al completar el porcentaje requerido para ello |